# Sleepwalkers (serie televisiva)
Sleepwalkers è una serie televisiva statunitense trasmessa nella stagione 1997-1998 dalla NBC.